# CASA C-207 Azor
El CASA C-207 Azor (astor en castellà) fou un avió de transport desenvolupat per la companyia espanyola Construcciones Aeronáuticas S.A. durant els anys cinquanta. Tot i ser un disseny en origen pensat per al mercat civil, només fou operat per l'Exèrcit de l'Aire en missions de càrrega i transport. La falta d'atractiu al mercat civil pot explicar-se per les seues prestacions inferiors respecte dels seus competidors contemporanis, en part per la ser l'evolució del CASA C-202 Halcón (falcó en castellà), aparell molt antiquat.

## Disseny
De fuselatge completament metàl·lic i disposició baixa i en voladís del seu únic parell d'ales l'avió presentava una aparença estàndard i molt similar a la d'avions contemporanis com ara el Martin 202 o el Saab Scandia. A més a més la seua cabina era no pressuritzada, cosa que limitava el seu sostre operatiu, i el seu tren d'aterratge era retràctil i en disposició de tricicle. El reforç de la secció de cua permetia l'aparell acomodar fins a 40 passatgers (C-207A i C-207B) o 3350 quilograms d'equip, uns 37 paracaigudistes (C-207C).
Inicialment estava previst equipar dos motors d'ENMASA construïts sota llicència i de 970 kW (1300 CV) però a l'últim moment aquests foren reemplaçats per motors Bristol Hercules 730 de 1520 kW (2040 CV) més potents i fiables. Dos prototips foren experimentalment equipats amb motors Pratt & Whitney R-2800 Double Wasp.

## Desenvolupament
Durant l'etapa inicial de la seua creació CASA es limità a produir versions nacionals de dissenys estrangers, per això, i buscant una expansió del sector aeronàutic espanyol, el Ministeri de l'Aire encoratjà l'empresa a produir aparells natius.
Fruit d'aquest impuls CASA començà a desenvolupar projectes d'aquest tipus que acabaren cristal·litzant en avions com ara el C-201 Alcotán, el C-202 Halcón i el mateix C-207 Azor. Aquest últim era una revisió i ampliació de l'Halcón i inicià la seua construcció l'any 1951 arran un contracte espanyol per produir a Getafe un avió lleuger amb capacitat per 40 passatgers i instal·lacions completament climatitzades.
El primer prototip d'Azor s'enlairà el 28 de setembre de 1955 pilotat pel tècnic de proves de l'empresa: Ernesto Nienhuisen i amb el Coronell d'Enginyers Aeronàutics de l'Exèrcit de l'Aire Pedro Huarte-Mendicoa Larraga al seient de copilot. Aquest últim era també responsable dels projectes Alcotán i Halcón. Durant l'any següent diverses proves es realitzaren sobre el model, amb testeig de nous motors i correcció de debilitats estructurals de la nau. Ja al 1958 l'Instituto de Técnica Aeroespacial (INTA) dotà l'aparell del seu certificat d'homologació estipulat per l'Organització de l'Aviació Civil Internacional.
L'aparell però fou incapaç d'adquirir contractes civils per part de cap aerolínia, la mateixa Iberia seleccionà el competidor Convair 400 al·legant el rendiment deficient, la mida inferior i la falta de cabina pressuritzada de l'Azor. La falta d'entusiasme per part del sector aeri també pot explicar-se pel sorgiment dels primers reactors civils que eclipsaren dissenys tradicionals com aquest. Així el Govern dirigí una operació de rescat comprometent-se a la compra de 10 unitats per l'Exèrcit de l'Aire, destinades al grup de transport aeri. L'any 1960 l'oferta de compra augmentà en un lot addicional de 10 unitats, però, lleugeres modificacions foren sol·licitades: reforç de la secció de cua i augment de la porta del darrer a la fi de facilitar i ampliar la grandària del material transportable. Això suposaria el naixement de la versió C.
Finalment, en 1973, quan l'aparell estava a punt de ser retirat, CASA proposà la substitució del mateix per un disseny propi, el CASA C-401, suposadament, es tractaria d'un avió quadrimotor i amb capacitat STOL, no obstant això, el projecte fou cancel·lat a favor del més exitós CASA C-212 Aviocar.

## Història operacional
Pensat per distàncies operatives curtes i ús civil l'avió no era gaire apte per al servei militar. Però l'Exèrcit de l'Aire comprà 10 unitats de les versions C-207B i C-207C. Durant la seua vida útil estigué estacionat a l'Esquadró 351 de l'Ala 35 al servei del Centro Cartográfico y Fotográfico (CECAF) fins a la seua retirada l'any 1982. Dues unitats s'empraren esporàdicament per remolcar mànigues i, la majoria, foren desballestats.

## Variants

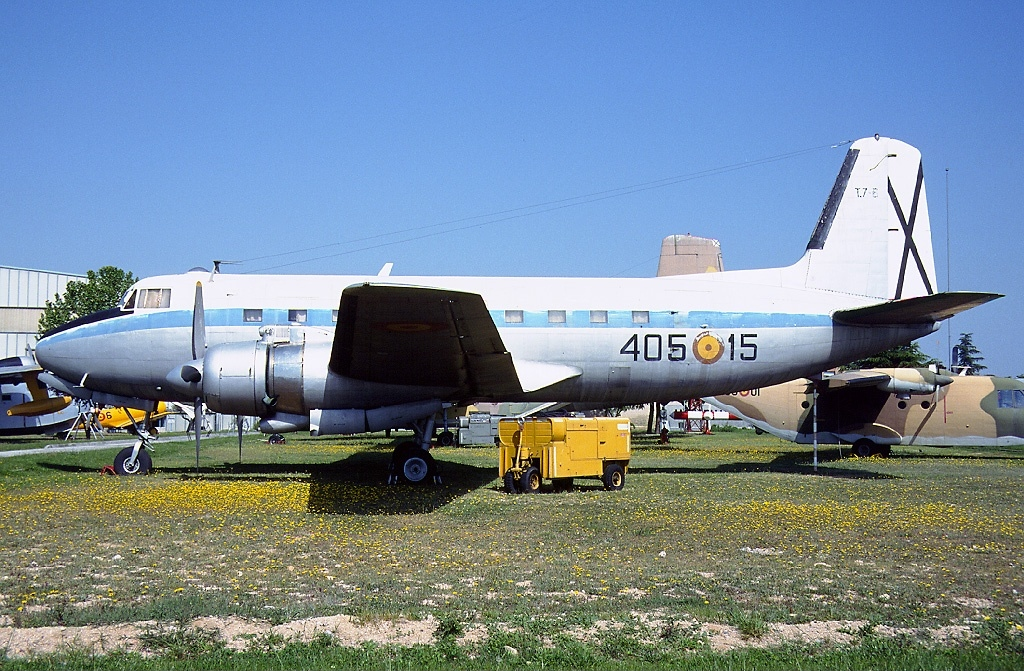
CASA C-207A a l'exposició de Cuatro Vientos.

### C-207A
Prototip inicial. 2 unitats operades per l'Exèrcit de l'Aire.

### C-207B
Versió de producció amb capacitat per 40 passatgers o 400 kg de càrrega. 10 unitats en total, dues de les quals foren equipades amb motors Pratt & Whitney Double Wasp.

### C-207C
Variant final amb portes més grans facilitant l'ús per paracaigudistes. 37 places. 10 unitats.

## Especificacions (C-207A)[3]

### Característiques generals
- Tripulació: 4.
- Capacitat: 40 passatgers.
- Longitud: 20,85 m.
- Amplària: 27,80 m.
- Altura: 7,75 m.
- Superfície alar: 85,80 m².
- Pes buit: 10 600 kg.
- Peso màxim: 16 000 kg.
- Planta motriu: 2 motors Bristol Hercules 730 radials de 14 cilindres i 1521 kW (2040 cv) cadascun.

### Rendiment
- Velocitat màxima: 442 km/h.
- Velocitat de creuer: 363 km/h.
- Abast: 2.500 km.
- Sostre: 8000 m.
- Ascens: 5,5 m/s.

## Conservació
En l'actualitat queden 5 exemplars al món, tot-i-que cap es troba en condicions de vol:
- Dos a l'exposició permanent del Museu de l'Aire de Madrid dins la base de Cuatro Vientos. Corresponent a un model C-207A amb denominació T.7-6 i un C-207C amb denominació T.7-17.
- Un C-207B a la Base Aèria de Getafe amb denominació T.7-1.
- També en Getafe, a les instal·lacions de CASA, roman un exemplar amb matrícula T.7-19.
- Al municipi de Gelves (Sevilla) es conserva un exemplar C-207C (T.7-16).

Addicionalment, també podien observar-se, en molt mal estat, tres unitats més repartides per les rodalia de l'Aeroport San Pablo de Sevilla de les quals se'n desconeix el parador. Possiblement eren les unitats T.7-5, T.7-8 i T.7-10. Sent la primera emprada pel cós de bombers de l'aeroport durant vols d'entrenament i la resta trobant-se emmagatzemades sota supervisió i accés restringit a algun hangar d'aquest.